# Tövisaljagomba
A tövisaljagomba (Entoloma clypeatum) a döggombafélék családjába tartozó, Európában és Észak-Amerikában honos, rózsafélék alatt élő, ehető gombafaj.

## Megjelenése
A tövisaljagomba kalapja 3-13 cm széles, fiatalon félgömb alakú vagy kúpos, majd domborúan, idősen laposan kiterül, közepén gyakran kis púppal. Széle sokáig aláhajló, idősen hullámos, gyakran behasadozik. Felszíne finoman, sugarasan benőtten szálas, szárazon fénylő; néha öregen cserepesen repedezett. Színe fehéresszürkés, szürkésbarnás, zöldesszürke vagy sárgásbarnás.
Húsa vastag, rostos; fehér, fehéresszürkés színű; sérülésre nem változik. Szaga és íze erős, lisztre emlékeztet.
Sűrű lemezei tönkhöz nőttek, néha kissé foggal lefutók. Színük kezdetben fehéresszürkés, később lassan rózsaszínesek, végül barnás hússzínűek lesznek.
Tönkje 4-15 cm magas és 0,5-2 cm vastag. Alakja hengeres vagy kissé töve felé vékonyodó; néha hajlott vagy kissé csavarodó. Színe fehéres. Felszíne hosszanti szálas.
Spórapora rózsaszínű. Spórája szögletes, 5-7 csúcsú, mérete 8,5-10,5 x 7-10 µm.

### Hasonló fajok
A ritka ezüstszürke döggombától csak mikroszkóppal lehet elkülöníteni. A mérgező gombák közül hasonlít hozzá a nagy döggomba (amelynek lemezei fiatalon sárgásak, általában nagyobb és erdőben, később terem); a zöldesszürke döggomba (kisebb, törékenyebb, más a termőhelye), a kerti susulyka (lemezei szürkésbarnák), a téglavörös susulyka (lemezei szürkésbarnák, vörösbarnák lesznek, és az egész gomba vörösödik). Összetéveszthető az ehető májusi pereszkével, amely feltűnően vastag húsú, fehér kalapú és fehér lemezű. 

## Elterjedése és termőhelye
Európában és Észak-Amerikában honos. Magyarországon gyakori.
Gyümölcsösben, kertben, erdőszélen, bokros legelőn, erdőirtásban, többnyire füves-bokros helyeken található meg, csak rózsafélék (szilva, kajszi, kökény, galagonya, berkenye stb.) alatt. Emiatt Vas vármegyében szilvalj (gomba) néven ismerik. Áprilistól júniusig terem. 
Ehető. Mérgező gombákkal való összetéveszthetősége miatt május után nem ajánlott a gyűjtése.

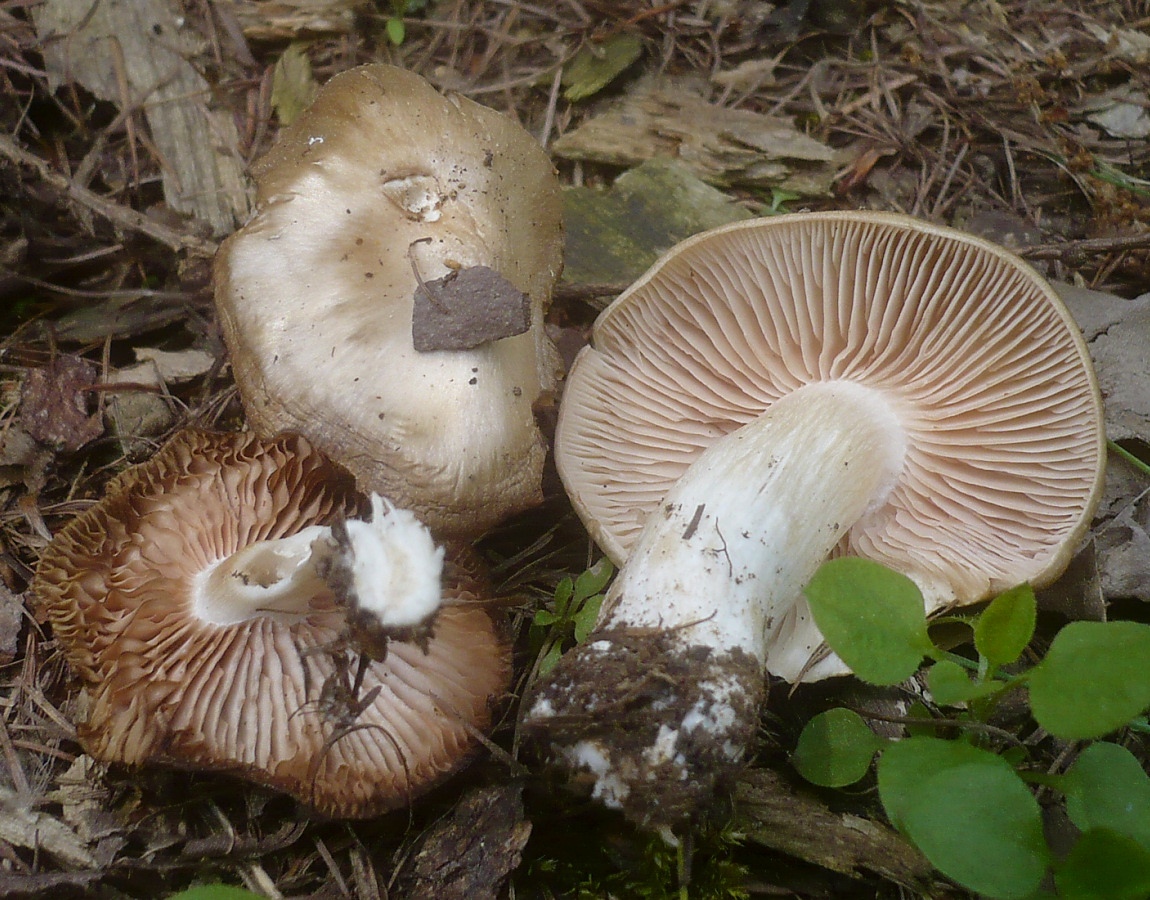
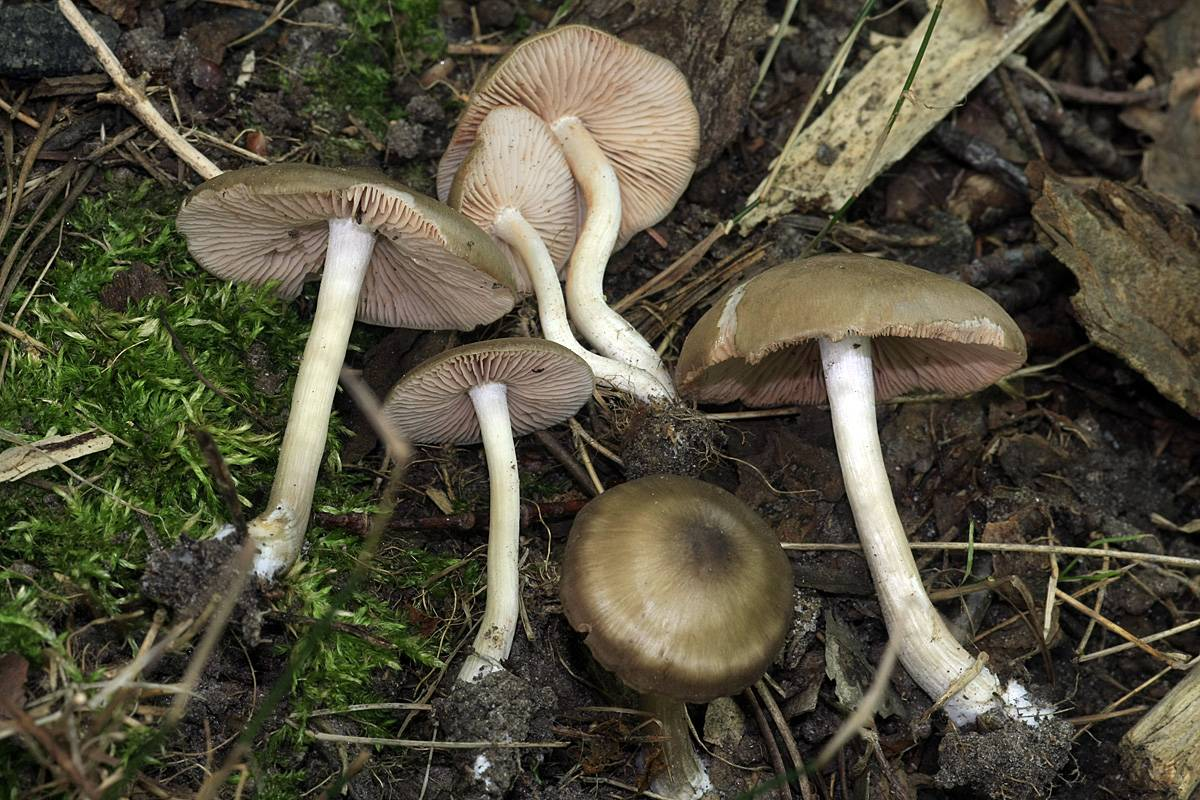
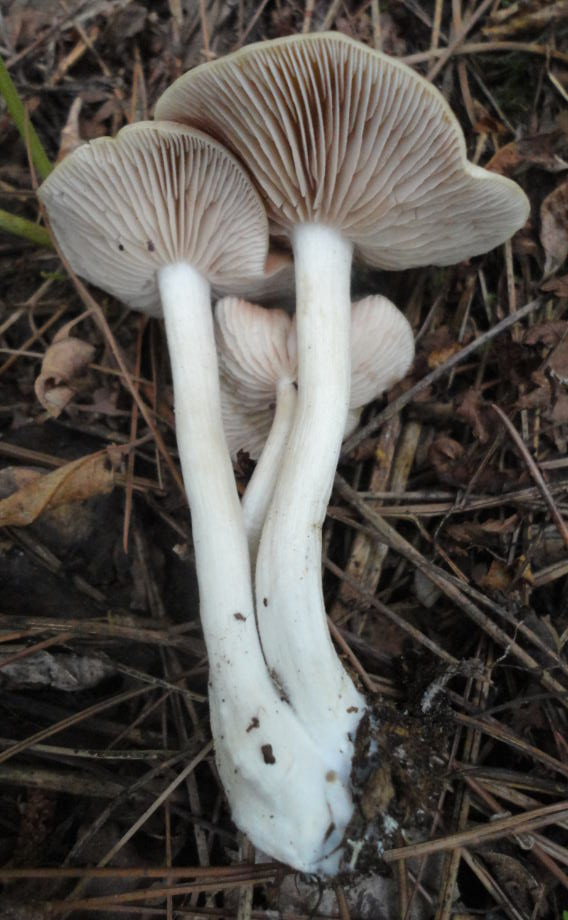
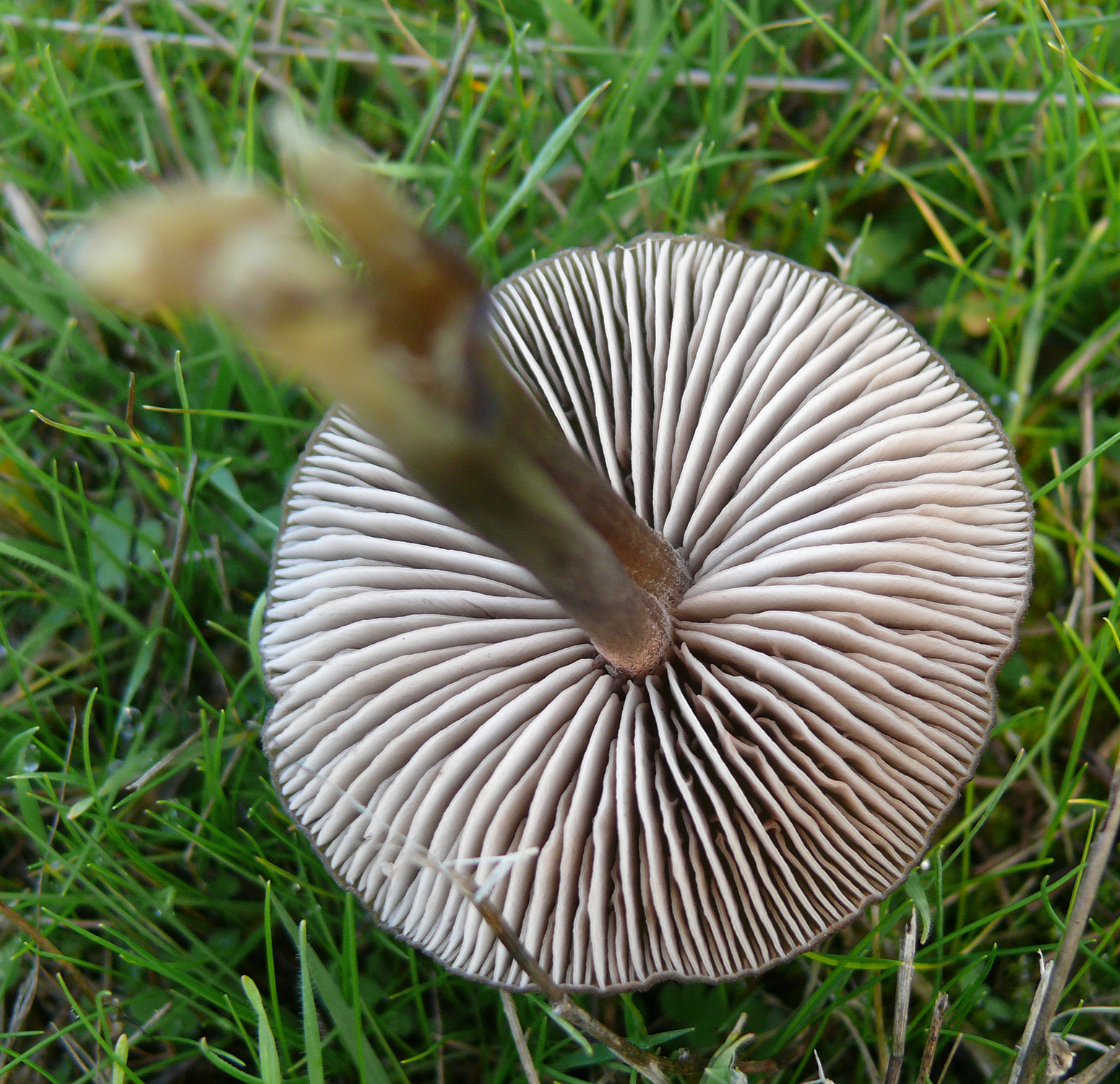
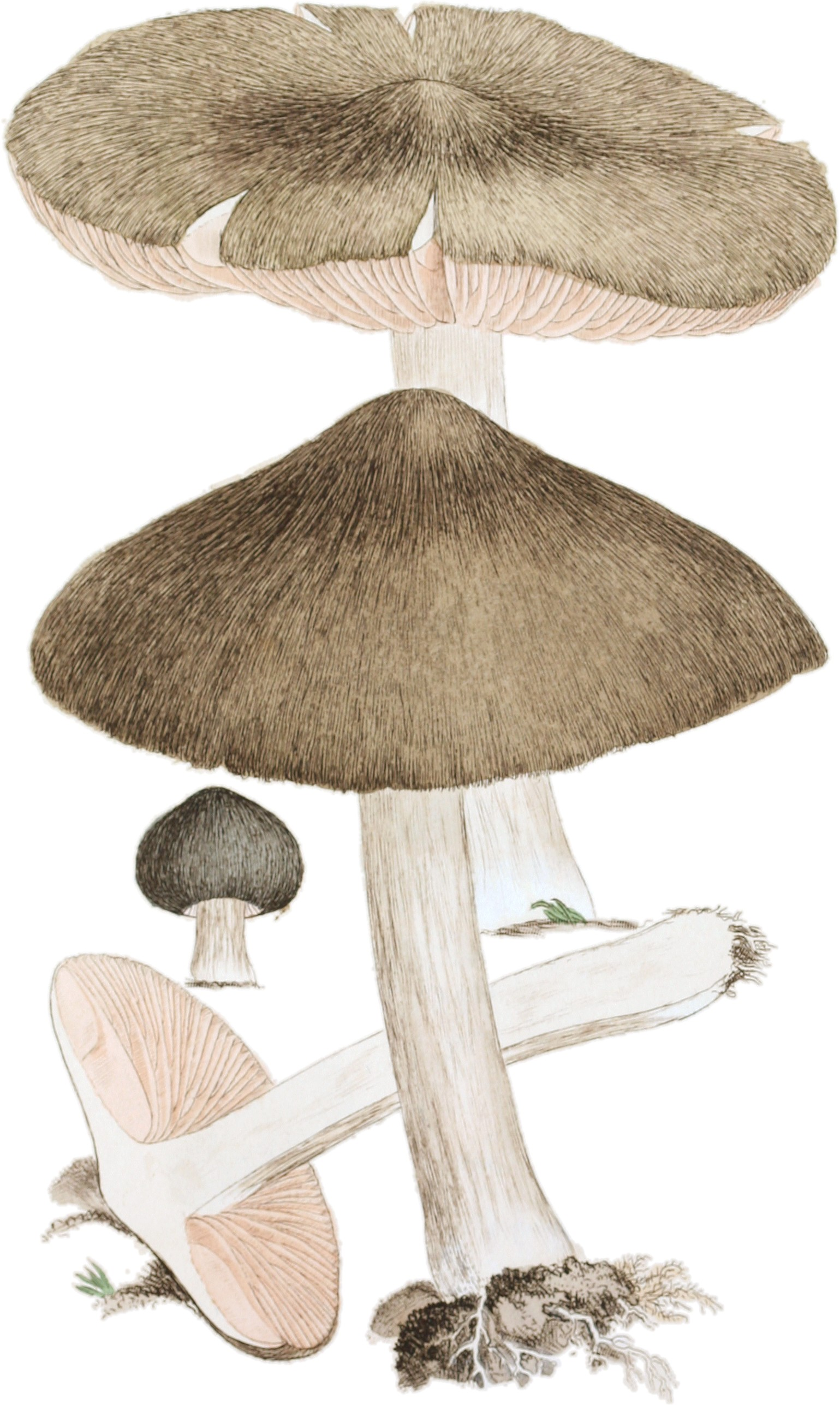